# Halysidota bricenoi
Halysidota bricenoi là một loài bướm đêm thuộc phân họ Arctiinae, họ Erebidae.